# Hydrodynamik-Preis der American Physical Society
Der Fluid Dynamics Prize der American Physical Society ist ein jährlich vergebener Preis für Arbeiten in der Hydrodynamik. Er ist mit 10.000 US-Dollar dotiert und wird seit 1979 verliehen. 2004 wurde er mit dem Otto-Laporte-Preis vereinigt.

## Preisträger
- 1979: Chia-Chiao Lin
- 1980: Hans Liepmann
- 1981: Philip S. Klebanoff
- 1982: Howard Emmons
- 1983: Stanley Corrsin
- 1984: George F. Carrier
- 1985: Chia-Shun Yih
- 1986: Robert T. Jones
- 1987: Anatol Roshko
- 1988: Galen B. Schubauer
- 1989: William W. Willmarth
- 1990: John L. Lumley
- 1991: Andreas Acrivos
- 1992: William R. Sears
- 1993: Theodore Yao-Tsu Wu
- 1994: Stephen H. Davis
- 1995: Harry Swinney
- 1996: Parviz Moin
- 1997: Louis Norberg Howard
- 1998: Fazle Hussain
- 1999: Daniel D. Joseph
- 2000: Friedrich Hermann Busse
- 2001: Howard Brenner
- 2002: Gary Leal
- 2003: Jerry Gollub
- 2004: George M. Homsy
- 2005: Ronald Adrian
- 2006: Thomas S. Lundgren
- 2007: Guenter Ahlers
- 2008: Julio M. Ottino
- 2009: Stephen B. Pope
- 2010: E. John Hinch
- 2011: Tony Maxworthy
- 2012: John F. Brady
- 2013: Elaine S. Oran
- 2014: Genevieve Comte-Bellot
- 2015: Morteza Gharib
- 2016: Howard A. Stone
- 2017: Detlef Lohse
- 2018: Keith Moffatt
- 2019: Alexander Smits
- 2020: Katepalli R. Sreenivasan
- 2021: David Quéré
- 2022: Élisabeth Charlaix
- 2023: Élisabeth Guazzelli
- 2024: Javier Jiménez